# 鷺田橋
鷺田橋（さぎたばし）は、岐阜県瑞穂市の揖斐川に架かる岐阜県道156号曽井中島美江寺大垣線の橋梁である。

## 概要
揖斐川で両岸に分断された、瑞穂市呂久を結ぶ。橋の名前の“鷺田”は、1897年（明治30年）から1954年（昭和29年）に存在した、本巣郡鷺田村（現在の瑞穂市古橋、横屋、呂久、中宮、宝江）の自治体名より。
- 供用：1975年（昭和50年）
- 延長：412.5m
- 幅員：8.5m

## 歴史
揖斐川付替工事によって分断された呂久には、左岸と右岸を結ぶ呂久の渡しと呼ばれる渡船が運行されていたが、時代が進むにつれて交通の便の悪さが問題視されるようになった。
特に自動車の普及、農機具の機械化・大型化が進行する過程で渡船は時代遅れの交通手段となり、通学にも不便と危険を強いていた。
1947年（昭和22年）、呂久の人々は国および県に対して速やかな架橋を要望するが、、戦後の混乱期であったが故に長大橋の架設は困難とされ、実現しなかった。
1951年（昭和26年）に至り、全国的にも殆ど例を見ない低水路部分のみの架橋がようやく認められ、1952年（昭和27年）度に「木曽川上流改修附帯工事」として建設省木曽川工事事務所直轄のもと、工費600万円で鉄筋コンクリート製の橋（全長120.36m、幅3.60m）が現在の鷺田橋の下流約100mの位置に架橋される。
この橋は通常は通行可能だが出水時には水没するので「もぐり橋」と呼ばれた。
このように、橋は不完全ではあったものの、開通時の地元の喜びは大きく、祭りさながらの盛大な祝賀式が2度開催された。
開通以来、交通量は年々増加の一途をたどり、特に自動車の激増に伴い一般の通行が阻害されるようになった。
通学児童の安全確保のために歩道を増設したり、父兄教師の引率で集団登下校したりといった対策も行なわれたが、事故は多発した。
1968年（昭和43年）、県道72号（当時）関係郡市町村が一体となって永久橋の架設を国と県に要望する。
運動は功を奏し、1975年（昭和50年）8月4日に現在の橋が開通した。

## 呂久の渡し
鷺田橋の架橋以前に存在した呂久の渡しは中山道の要所となっていた。
1878年（明治11年）10月23日、明治天皇巡幸のため舟橋を設けたことから翌1879年（明治12年）7月、民営の有料橋が架橋される。
1886年（明治19年）に架け替えられたが1896年（明治29年）7月の大洪水で流失し、再び渡船に戻る。
1912年（大正10年）着工の木曽川上流改修の揖斐川新川付替工事は1916年（大正14年）10月に完成し、新川の通水により旧呂久の渡しは歴史に幕を閉じた。なお、小簾紅園（おずこうえん）は、渡船場の跡地である。
新川の通行は岡田式渡船を設置したが、地元民は渡船場の一変に戸惑い、農耕のために往復利用したり、新堤防の坂道を上り下りしたりすることが利便性の大きな障害となっていた。
また、小学校の統合により渡船が通学路となり、出水時には2km下流の揖斐川橋（通称、佐渡の鉄橋）利用しなければならなかった。
1947年（昭和22年）、これらの不便と危険の除去を目標に架橋運動が開始され、1952年（昭和27年）7月31日に初代の鷺田橋（もぐり橋）が開通すると、役目を終えた呂久の渡しは廃止された。